# 우정동
우정동(牛亭洞)은 울산광역시 중구의 행정동, 법정동이다.

## 역사
우정동은 1469년 조선 예종 1년에 강장리, 숙종 34년에 우암리와 강정리, 장생리로 갈라져 있었다. 1765년 영조 41년에는 우암리, 강정리, 장생리, 정조 24년간에는 창성리, 우암리, 강정리, 1810년 순조 10년에는 우암리와 강정리, 창성리, 1849년 헌종 15년에는 금암리, 우암리, 강정리, 창성리, 1894년 고종 31년에는 창성동, 우암동, 강정동으로 갈라져 있었다. 일제시대인 1914년의 행정구역 개편때에 위 3개동에 상안동의 일부를 합하여 우정동이라 하였다. 우정동이라 함은 우암동의 우(牛)와 강정동의 정(亭)을 서로 따서 된 이름이다.

## 학교
- 우정초등학교